# Astracantha dissecta
Astracantha dissecta är en ärtväxtart som först beskrevs av Boris Fedtjenko och N.A. Ivanova, och fick sitt nu gällande namn av Dieter Podlech. Astracantha dissecta ingår i släktet Astracantha och familjen ärtväxter. Inga underarter finns listade i Catalogue of Life.